# Giro dell'Appennino 1955
Il Giro dell'Appennino 1955, sedicesima edizione della corsa, si svolse il 18 settembre 1955, su un percorso di 232 km. La vittoria fu appannaggio dell'italiano Fausto Coppi, che completò il percorso in 6h12'40", precedendo i connazionali Bruno Monti e Aldo Moser.
I corridori che partirono da Pontedecimo furono 107, mentre coloro che tagliarono il medesimo traguardo furono 52.

## Ordine d'arrivo (Top 10)
| Pos. | Corridore        | Squadra         | Tempo    |
| ---- | ---------------- | --------------- | -------- |
| 1    | Fausto Coppi     | Bianchi-Pirelli | 6h12'40" |
| 2    | Bruno Monti      | Atala           | a 2'03"  |
| 3    | Aldo Moser       | Torpado         | a 2'29"  |
| 4    | Nino Defilippis  | Torpado         | a 4'24"  |
| 5    | Marcello Ciolli  | Fréjus          | a 4'43"  |
| 6    | Angelo Conterno  | Torpado         | s.t.     |
| 7    | Cleto Maule      | Torpado         | s.t.     |
| 8    | Luciano Maggini  | Atala           | s.t.     |
| 9    | Riccardo Filippi | Bianchi-Pirelli | a 5'17"  |
| 10   | Angelo Coletto   | Nivea-Fuchs     | a 5'25"  |